# Dmitri Sergejev
Dmitrij Nikolajevitj Sergejev (ryska: Дмитрий Николаевич Сергеев), född den 22 december 1968 i Perm, Ryska SFSR, är en rysk judoutövare.
Han tog OS-brons i herrarnas halv tungvikt i samband med de olympiska judotävlingarna 1992 i Barcelona.